# 北福島医療センター
北福島医療センター（きたふくしまいりょうセンター）は、福島県伊達市にある医療機関。公益財団法人仁泉会が運営する病院である。地域医療支援病院の承認を受ける。

## 診療科
- 内科
- 神経内科
- 血液内科
- 内科・リウマチ科
- 糖尿病・内分泌内科
- 消化器内科
- 消化器外科
- 循環器内科
- 外科
- 乳腺外科
- 整形外科
- 婦人科
- 眼科
- リハビリテーション科
- 放射線科
- 麻酔科
- 歯科口腔外科

## 沿革
- 2002年12月1日 - 財団法人仁泉会医学研究所により開設。
- 2009年9月8日 - 地域医療支援病院の承認を受ける。
- 2011年8月1日 - 開設者の仁泉会医学研究所が公益財団法人の認定を受け、公益財団法人仁泉会となる[1]。

## 専門センター
- 乳腺疾患センター
- 血液疾患センター
- 心臓疾患センター
- 消化器疾患センター
- いたみセンター
- 画像センター
- 放射線治療センター

## 医療機関の指定等
- 保険医療機関
- 救急告示医療機関
- 労災保険指定医療機関
- 身体障害者福祉法指定医の配置されている医療機関
- 生活保護法指定医療機関
- 結核指定医療機関
- 原子爆弾被害者一般疾病医療取扱医療機関
- 母体保護法指定医の配置されている医療機関
- 地域医療支援病院
- 臨床研修指定病院（協力型）
- 臨床修練指定病院
- DPC対象病院

## 交通アクセス
- JR東日本東北本線福島駅東口より福島交通バス伊達経由保原行・北福島医療センター行で北福島医療センター下車。
- 阿武隈急行線高子駅より徒歩15分。